# Core Design
Rebellion（德比）有限责任公司，原名Core Design，是英国电子游戏开发商。公司由原格里莫林图形雇员于1988年5月建立，原名Megabrite，同年10月改名Core Design。此后公司先后被CentreGold和Eidos收购。2006年5月，公司被Rebellion Developments收购，改名Rebellion德比，2010年3月关闭。